# J. Hans D. Jensen
Johannes Hans Daniel Jensen (25. juni 1907 i Hamborg - 11. februar 1973 i Heidelberg) var en tysk fysiker og nobelprismodtager. Han blev tildelt Nobelprisen i fysik i 1963 sammen med Maria Goeppert-Mayer for deres opdagelser om atomkernernes skalstruktur. Eugene Wigner fik prisen samme år, men for sit bidrag til teorien om atomkerner og elementarpartikler, specielt gennem opdagelse og anvendelse af grundlæggende symmetriprincipper.
Under 2. verdenskrig arbejdede han for Nazitysklands atombombeprogram, kendt som Uranklubben, hvor han bidrog med separering af uranisotoper. Efter krigen virkede Jensen som professor ved Universitetet i Heidelberg. Han var gæsteprofessor ved University of Wisconsin-Madison, Institute for Advanced Study, Indiana University og California Institute of Technology.

## Eksterne links
- Biografi på nobelprize.org